# カミメボウキ

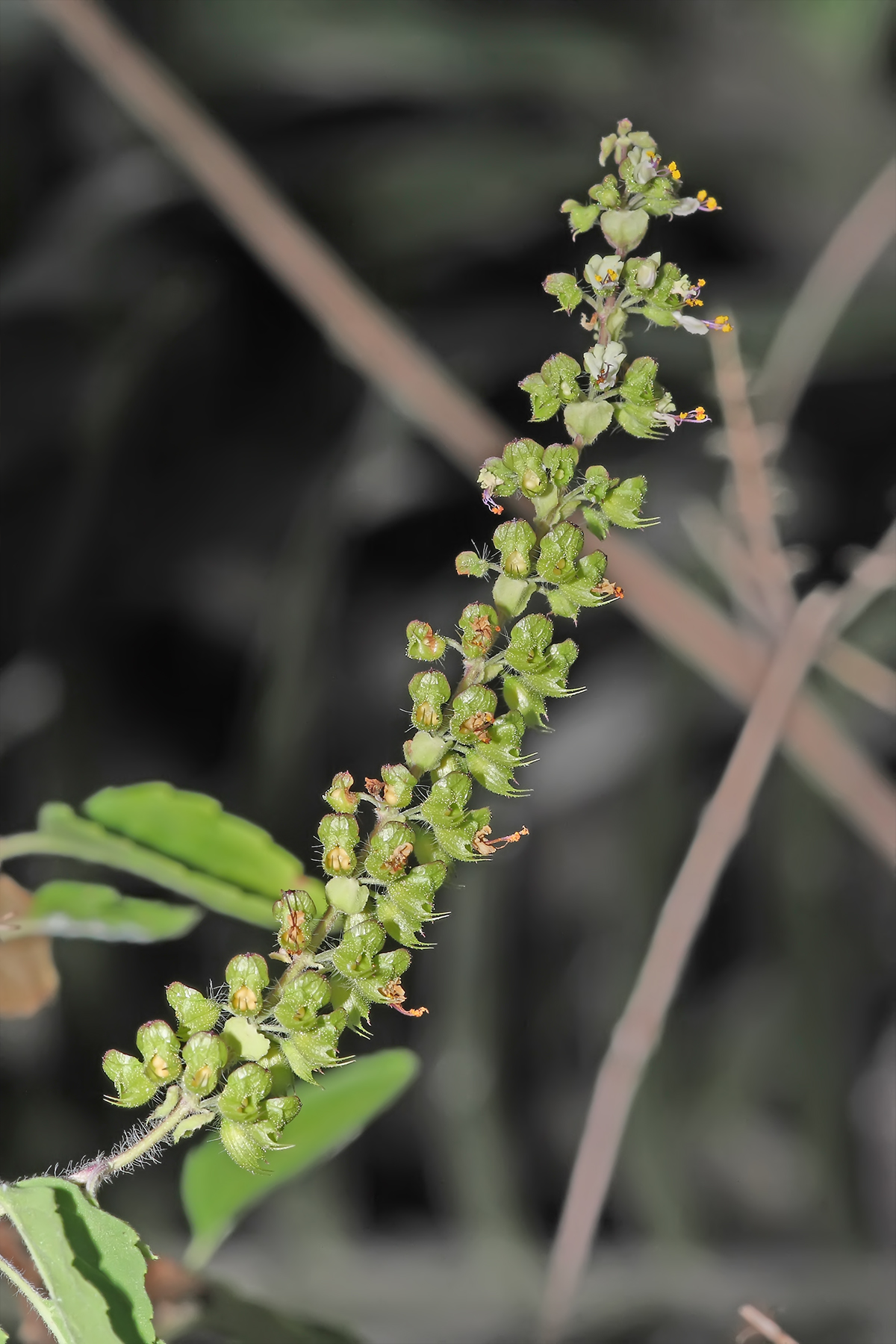
カミメボウキの花

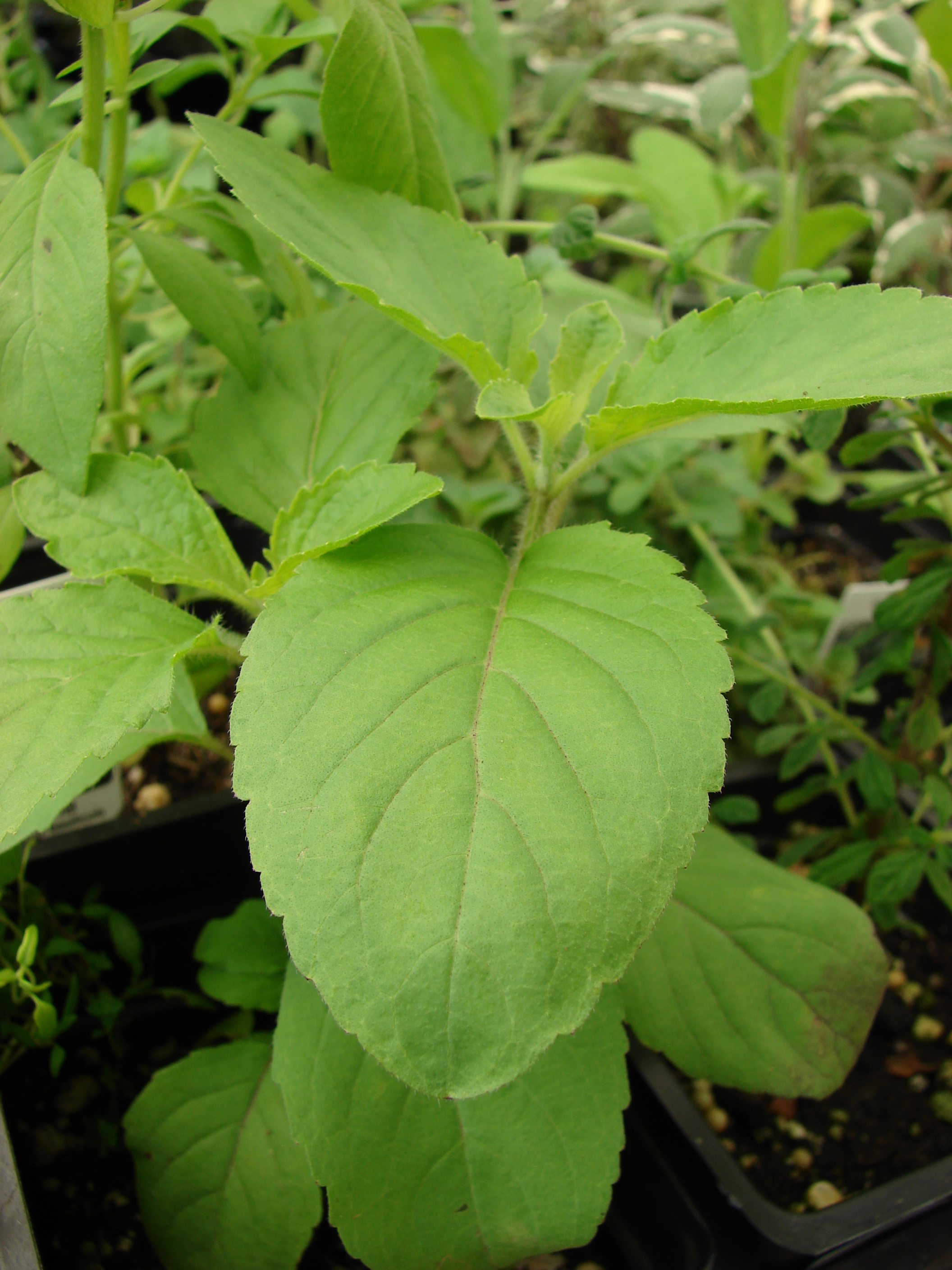
カミメボウキの葉

カミメボウキ（神目箒、Ocimum tenuiflorum, Syn.O. sanctum）は、アジア、オーストラリアの熱帯を原産とし、栽培品種や帰化植物として世界各地に広がったシソ科の植物で、芳香がある。ヒンディー語でトゥルシー (tulsi、तुलसी)、英語でホーリーバジル (holy basil) と呼ばれる。
茎は多毛で、多くの分岐をともなって直立し、高さは 30-60cm。緑の葉は対生で強い香りを放つ。葉には葉柄があり、葉は卵形で長さ最大 5cm、周縁部はやや鋸歯状。花は紫がかった色で、主軸が長く伸びた総状花序に密な輪生の花が付く。インドやネパールで栽培されているものには多型と呼ばれる2種類の代表的な形がある。葉が緑色の「ラクシュミー・トゥルシー (lakshmi tulsi、लक्ष्मी तुलसी)」と葉が紫色の「クリシュナ・トゥルシー (krishn tulsi、कृष्ण तुलसी)」である。
リンネの『植物の種』(1753年) で記載された植物種の一つである。

## 用途

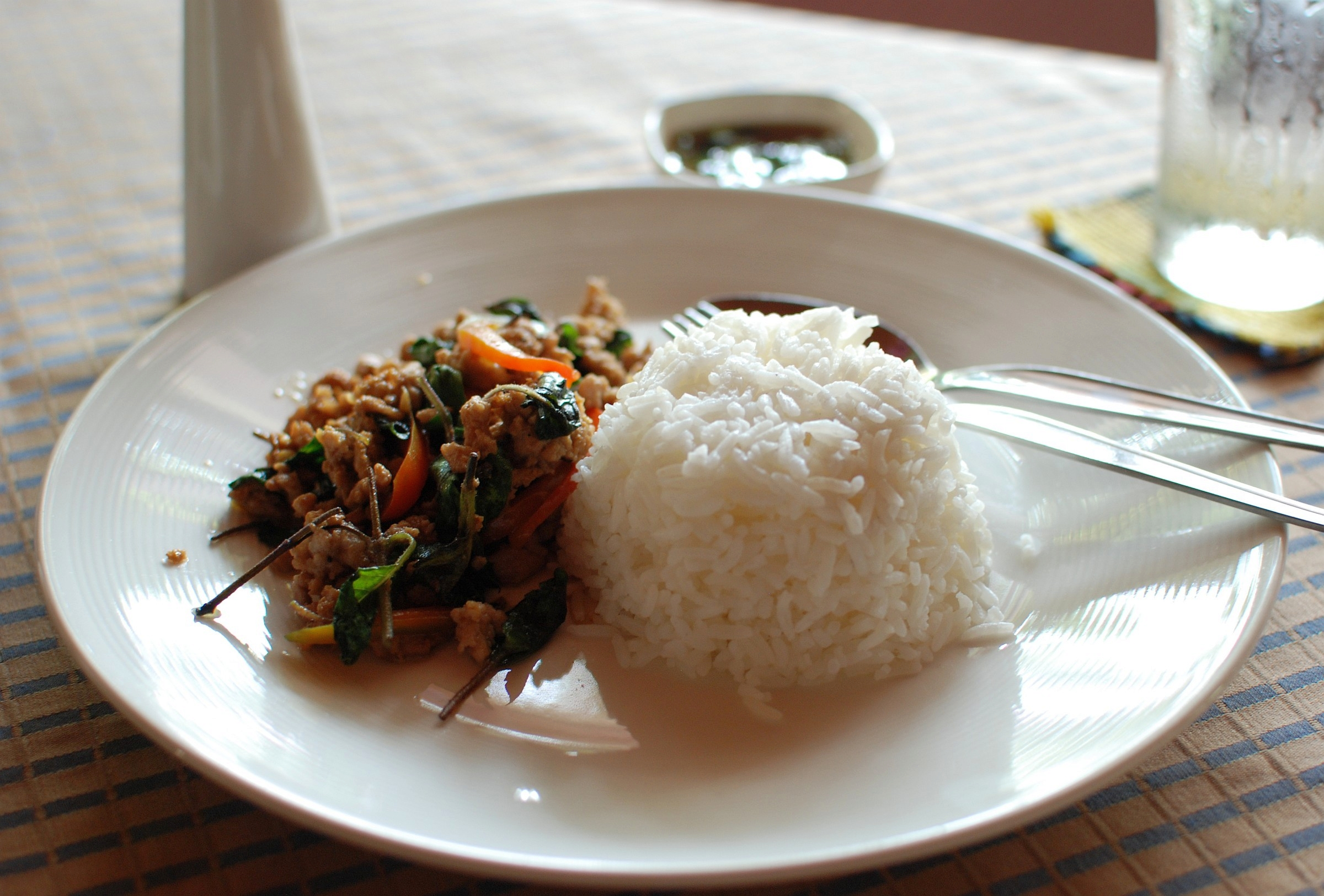
パットガパオ

カミメボウキは宗教用や医療用、エッセンシャルオイルの抽出を目的として栽培されている。南アジア各地では、一般にアーユルヴェーダで使われる薬用植物やハーブティの材料として広く知られ、ヒンドゥー教のヴィシュヌ神崇拝のしきたりでは重要な役割を担っている。帰依者たちはカミメボウキの植物体や葉を用いて礼拝を行う。

### タイ料理
カミメボウキの様々な品種がタイ料理では使われ、それらはタイホーリーバジル、ガパオ、クラッパオなどと呼ばれる。タイ語でガパオ (กะเพรา) として知られているカミメボウキの葉はタイ料理で一般的なハーブである。このハーブが材料に使われる料理には、豚肉または鶏肉などとガパオをナンプラー、オイスターソースとともに強火で素早く炒めたパットガパオ（th:ผัดกะเพรา、ガパオ炒めの意）などがある。日本ではパットガパオを白飯の上に乗せたガパオライスとして知られている。
通常「タイバジル」として知られているホーラパー (โหระพา) やタイレモンバジルは、タイホーリーバジルと混同されやすい。「タイバジル」は別種のメボウキ (Ocimum basilicum) である。
ティー
ハーブティーとして飲用。ホーリーバジルティー。

## アーユルヴェーダ
トゥルシーには様々の癒し効果があるため、アーユルヴェーダで数千年にわたり使われて来た。古代のアーユルヴェーダ文献チャラカ・サンヒターで言及されている。異なった体内プロセス間のバランスをとるアダプトゲンであると考えられ、ストレスへの順応を助ける。その強い芳香と収斂作用によって特筆され、アーユルヴェーダでは一種の「不老不死の薬」と見なされ、寿命を伸ばすと信じられている。
抽出物はアーユルヴェーダの治療薬として、風邪、頭痛、胃の症状、炎症、心臓病、様々の中毒、マラリアに用いられる。ハーブティーとして、粉末のままで、生の葉で、ギーと混ぜてなど、伝統的に色々な方法で使われる。Karpoora Tulsi から抽出されたエッセンシャルオイルはほとんど薬またはハーバル化粧品として使用され、抗菌作用として皮膚用製品に広く使用されている。干した葉は何世紀もの間、虫除けのために貯蔵穀物に混ぜられている。
オイゲノール (1-hydroxy-2-methoxy-4-allylbenzene) の濃度が高いことから、最近の研究でトゥルシーは多くの鎮痛剤のようにCOX-2抑制剤である可能性が示唆されている。ある研究は、トゥルシーが血糖値を減少させる効果により糖尿病に関する効果的な治療薬であることを示した。同じ研究はトゥルシーによる総コレステロール値のかなりの減少を示した。別のある研究は、血糖値へのトゥルシーの効果が抗酸化特性のためであることを示した。また、放射能汚染と白内障の予防のための何らかの可能性を示している。
トゥルシーのいくつかの主な化学成分はオレアノール酸、ウルソール酸、ロズマリン酸、オイゲノール、カルバクロール、リナロール、およびβ-カリオフィレンである。

## ヒンドゥー教

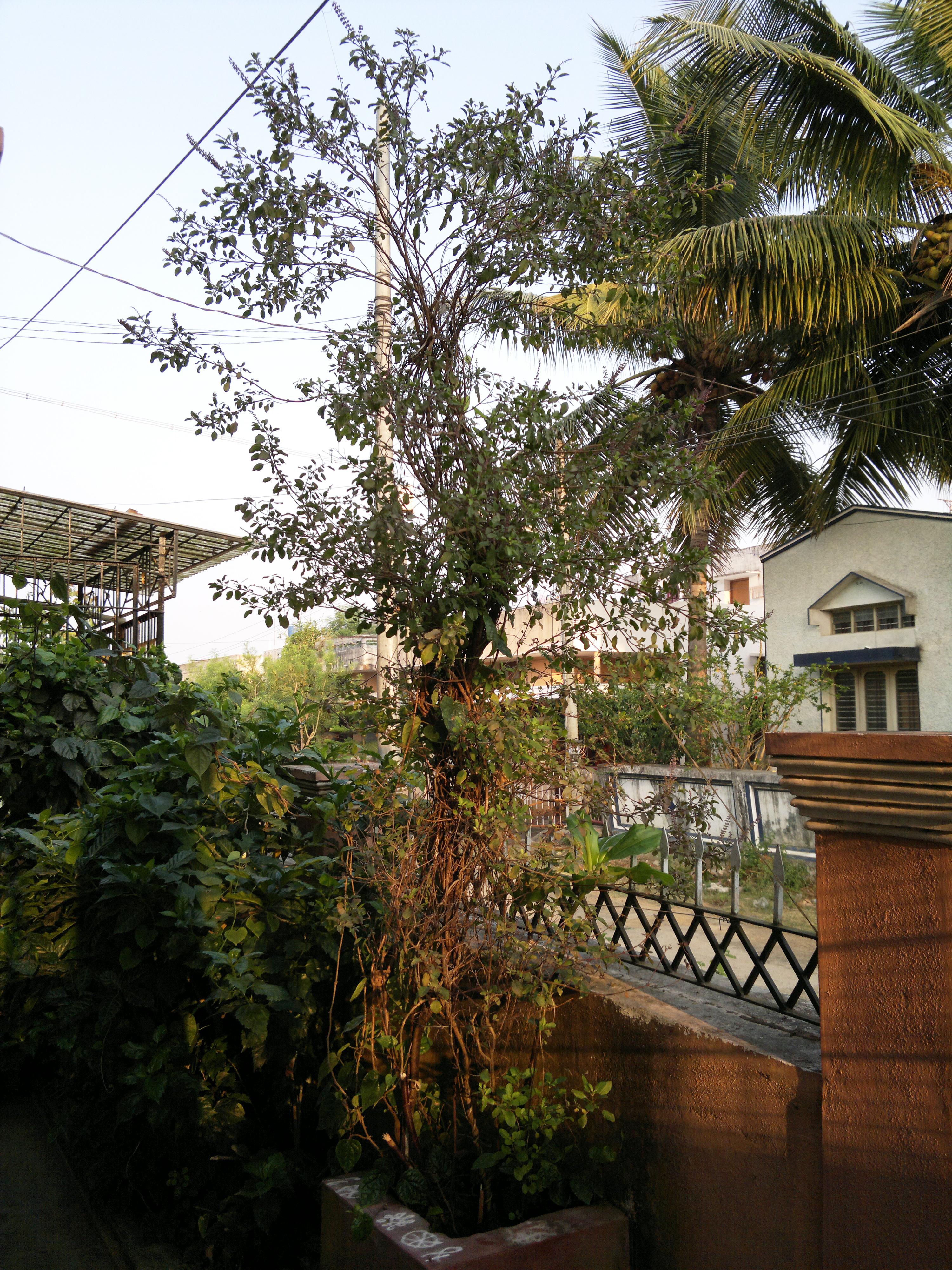
家の前で育つカミメボウキ

トゥルシー (ヒンディー語: तुलसी, tulsi) またはトゥラシー (梵: tulasī) はヒンドゥー教の聖なる植物であり、ラクシュミー女神の化身として崇められている。花弁を混ぜた水は、魂の昇天を願って瀕死の者に与えられる。.「トゥルシー」とはサンスクリット形は「トゥラシー」であり「比類なき者」を意味する。ラクシュミーの形でのクリシュナの配偶者としばしば見なされる。  「ブラフマヴァイヴァルタ・プラーナ」(Brahma Vaivarta Purana) によれば、「トゥルシー」はシーターの表れであるという。ヒンドゥー教で尊崇されるトゥルシーには2種類ある。"Rama tulsi"は薄緑の葉をもちやや大きい。"Shyama tulsi"は濃緑の葉を持ち、ハヌマーンの崇拝に重要である。 多くのヒンドゥー教徒はトゥルシーを家の近くや前で、よく特別な鉢で育てている。 伝統的には、「トゥルシー」はヒンドゥーの家の中庭の中心に植えられた。特にバラナシでは、よくハヌマーン寺院の横に生えている。
Tulsi Vivahの儀式では、「トゥルシー」は 毎年の上弦の月の8番目の日 (Prabodhini Ekadashi) か陰暦カルティカ月 (Kartika) の20日に儀礼的にクリシュナと結婚する。またこの日は、結婚やその他の儀礼に不吉な4番目の月のチャートゥマーシャ月 (Chaturmas) の終わりでもあり、この日からインドの毎年の結婚シーズンが始まる。「カルティナ」中には「トゥルシー」への礼拝とともに毎晩ランプが儀礼的に灯され、これは家に幸運をもたらす。ヴィシュヌ派信徒たちは特に「カルティナ」中に毎日の「トゥルシー」礼拝をする。
伝統的にヴィシュヌ派信徒は「トゥルシー」の茎や根で作った「ジャパ・マーラー」（japmāla、जपमाला、数珠）を使うが、これはイニシエーションの重要なシンボルである。「トゥルシー・マーラー」(tulsimāla、तुलसीमाला) は身に付けると縁起がいいと見做され、ハヌマーンの加護が受けられると信じられる。このようにヴィシュヌ派と強い結び付きがあるため、ハヌマーン信者は「トゥルシーを首の周りに掛けるもの」として知られる。